# Biellese Football Club 2000-2001
Questa voce raccoglie le informazioni riguardanti la Biellese Football Club nelle competizioni ufficiali della stagione 2000-2001.

## Rosa
| N. |                   | Ruolo | Calciatore              |
| -- | ----------------- | ----- | ----------------------- |
|    | Italia (bandiera) | C     | Giovanni Abate          |
|    | Italia (bandiera) | C     | Gianfranco Annunziata   |
|    | Italia (bandiera) | C     | Fabio Barison           |
|    | Italia (bandiera) | C     | Antonino Barone         |
|    | Italia (bandiera) | D     | Giuseppe Biava          |
|    | Italia (bandiera) | D     | Alessandro Caponi       |
|    | Italia (bandiera) | C     | Claudio Col             |
|    | Italia (bandiera) | D     | Maurizio Coletto        |
|    | Italia (bandiera) | C     | Davide Desideri         |
|    | Italia (bandiera) | A     | Giovanni Ivan Di Sabato |
|    | Italia (bandiera) | P     | Gian Filippo Gerardi    |
|    | Italia (bandiera) | C     | Omar Maffeis            |
|    | Italia (bandiera) | D     | Lorenzo Mazzia          |

| N. |                    | Ruolo | Calciatore           |
| -- | ------------------ | ----- | -------------------- |
|    | Italia (bandiera)  | C     | Paolo Milano         |
|    | Italia (bandiera)  | A     | Lorenzo Morandini    |
|    | Italia (bandiera)  | P     | Luca Mordenti        |
|    | Italia (bandiera)  | D     | Enrico Paggio        |
|    | Italia (bandiera)  | A     | Davide Ratti         |
|    | Cile (bandiera)    | A     | Mauricio Sanguinetti |
|    | Italia (bandiera)  | A     | Davide Santoro       |
|    | Italia (bandiera)  | C     | Gian Bortolo Schiavi |
|    | Italia (bandiera)  | D     | Lorenzo Severi       |
|    | Italia (bandiera)  | D     | Andrea Tubaldo       |
|    | Italia (bandiera)  | C     | Luca Tutone          |
|    | Italia (bandiera)  | C     | Davide Vagnati       |
|    | Croazia (bandiera) | A     | Emil Zubin           |